# Aula św. Józefa w Starogardzie Gdańskim
Aula św. Józefa – kaplica poewangelicka w Starogardzie Gdańskim, przy ul. Tczewskiej. Wpisana do gminnej ewidencji zabytków pod numerem rejestracyjnym 0509-0000343.

## Historia
Budynek wzniesiono w około 1885 roku, ufundował go przedsiębiorca Hermann Aleksander Winkelhausen. Prawdopodobnie funkcjonował on jako szkółka parafialna miejscowej gminy ewangelickiej. Wedle innych źródeł w budynku mieściła się wtedy kostnica.
Po II wojnie światowej budynek przeszedł na własność parafii św. Mateusza. W dolnej części budynku odprawiano msze święte dla dzieci, a w górnej mieściła się salka katechetyczna, którą z czasem przekształcono w kostnicę. Od 1979 należy do parafii św. Katarzyny Aleksandryjskiej. W 2016 kaplicę wyremontowano i nadano jej miano Auli św. Józefa.

## Architektura
Budynek składa się z dwóch części przedzielonych ścianką działową. Zbudowany jest z czerwonej cegły, a jego dach przykryty papą. Górna część pełni funkcję kostnicy, a dolna – auli. Wnętrze zdobią elementy wyposażenia kościoła św. Katarzyny z okresu przedsoborowego, m.in. zabytkowy ołtarz wraz z tabernakulum czy drewniany krzyż. Pod ołtarzem ustawiono jeden z trzech XIX-wiecznych dzwonów. W niszy znajduje się rzeźba św. Józefa z Dzieciątkiem.